# Córka czasu
Córka czasu (ang. The Daughter of Time) – powieść kryminalna autorstwa Josephine Tey wydana w 1951 roku. Głównym bohaterem utworu jest inspektor Alan Grant, występujący również w innych dziełach pisarki.
Książka znalazła się na pierwszym miejscu listy 100 najlepszych kryminałów wszech czasów opublikowanej w 1990 roku w Wielkiej Brytanii przez związek zrzeszający pisarzy powieści kryminalnych (Crime Writers' Association) oraz na 4. miejscu podobnej, amerykańskiej, listy ułożonej przez  Mystery Writers of America w 1995 roku.

## Fabuła
Inspektor Grant ze Scotland Yardu ulega wypadkowi ścigając przestępcę i ze złamaną nogą leży w szpitalu. Z nudów, zafascynowany portretem króla Ryszarda III, postanawia rozwiązać zagadkę Książąt z Tower, o których morderstwo od prawie 500 lat oskarża się angielskiego władcę.